# Delta del Reno (Lago di Costanza)

Vista aerea sul Rheinspitz da 300 m di altezza

Il Delta del Reno (tedesco: Rheindelta) vicino a Fussach, in Austria, è la più grande area umida sul Lago di Costanza. Si trova sulla riva sud-orientale del lago. Il delta del Reno si estende dalla foce del vecchio Reno al confine svizzero, fino al fiume Dornbirner Ach a Hard. Due terzi del territorio sono costituiti da acqua, il resto da terraferma. La maggior parte del delta si trova in Austria (nello Stato federato austriaco del Vorarlberg). Aree più piccole si trovano nel cantone svizzero di San Gallo. Le due penisole del lago sono chiamate Rheinspitz (a ovest) e Rohrspitz (a est).

## Geografia

### Creazione del delta fluviale
In seguito al ritiro del ghiacciaio del Reno dopo l'ultima glaciazione Würm, il Lago di Costanza emerse estendendosi originariamente a sud nella zona della valle del Reno. Allo stesso tempo, il delta cominciò a formarsi alla foce del Reno alpino.

### Foce del Reno
La foce del Reno che sfocia nel Lago di Costanza è il più grande delta d'acqua dolce d'Europa. Il Vecchio Reno costituisce il confine occidentale, mentre a est l'area è delimitata dal fiume Dornbirner Ach. Il cosiddetto "Nuovo" Reno attraversa l'area protetta; il suo alveo artificiale è stato creato per motivi di protezione dalle inondazioni. Nel Lago di Costanza, il confine corre parallelo alla linea di riva, a una distanza di circa 1 km. 
Nonostante la sua canalizzazione, il Reno alpino è considerato il più grande torrente dell'Europa centrale. Enormi quantità di sedimenti modificano costantemente il paesaggio dell'estuario. In media, il fiume trasporta nel lago di Costanza circa 2,5 milioni di m³ di sedimenti fini all'anno, e nelle annate di piena una quantità notevolmente superiore. Di conseguenza, ogni anno si sviluppano circa due o tre ettari di nuovi terreni.

### Idrologia
Il Reno, che proviene dalle Alpi, si è ripetutamente spostato nel corso dei secoli a causa del deposito di sedimenti. Fino al 1900 il Reno sfociava nel lago all'altezza del Rheinspitz. Il Rohrspitz, una lingua di terra che si protende nel lago, è il residuo di un antico cono di estuario. Per proteggere le aree del Lago di Costanza dalle inondazioni, all'inizio del secolo il vecchio Reno fu deviato in un nuovo corso. Il Reno scorre ora a est del Rohrspitz nella baia di Fußach. La foce del Nuovo Reno si spinge di anno in anno più al largo della baia.

## Storia

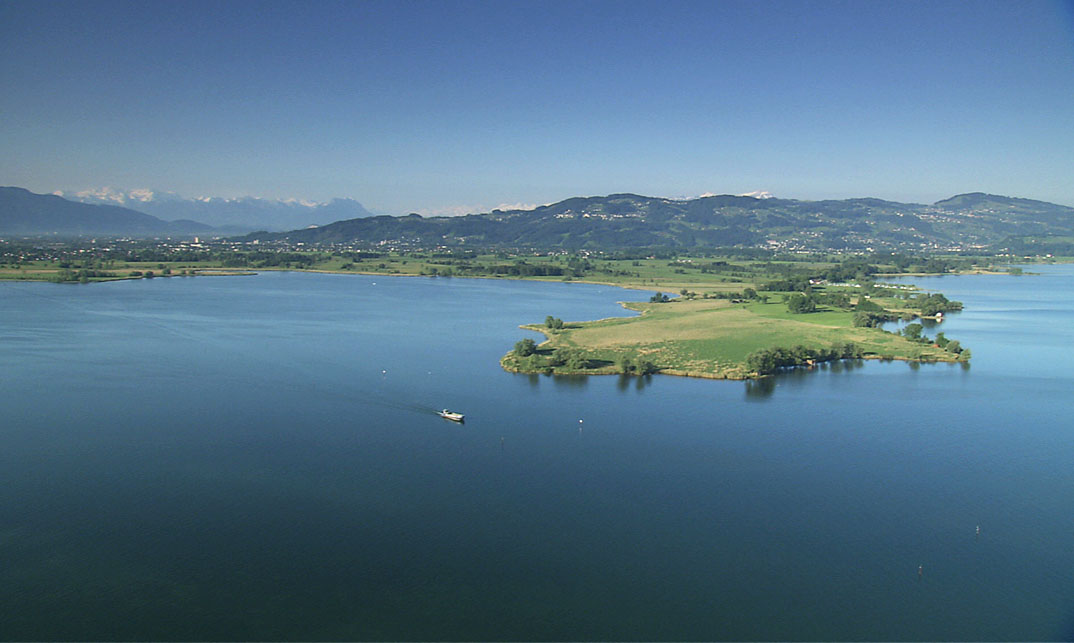
Rohrspitz, sul del delta del Reno

Il delta del Reno desta la curiosità e l’interesse degli amanti della natura già dal XIX secolo. In quel periodo, la Aldrovanda vesiculosa, una rara pianta acquatica, portò i botanici al Lochsee, dove fu scoperta nel 1847. Come la flora, anche la fauna, soprattutto la variegata avifauna, era conosciuta oltre i confini del Vorarlberg da secoli.
Il delta del Reno divenne la prima area protetta del Vorarlberg. Tuttavia, il paesaggio non è stato risparmiato dalla trasformazione umana. Il confronto tra le immagini storiche e la situazione attuale rende particolarmente evidente il cambiamento del paesaggio.

## Ambiente naturale

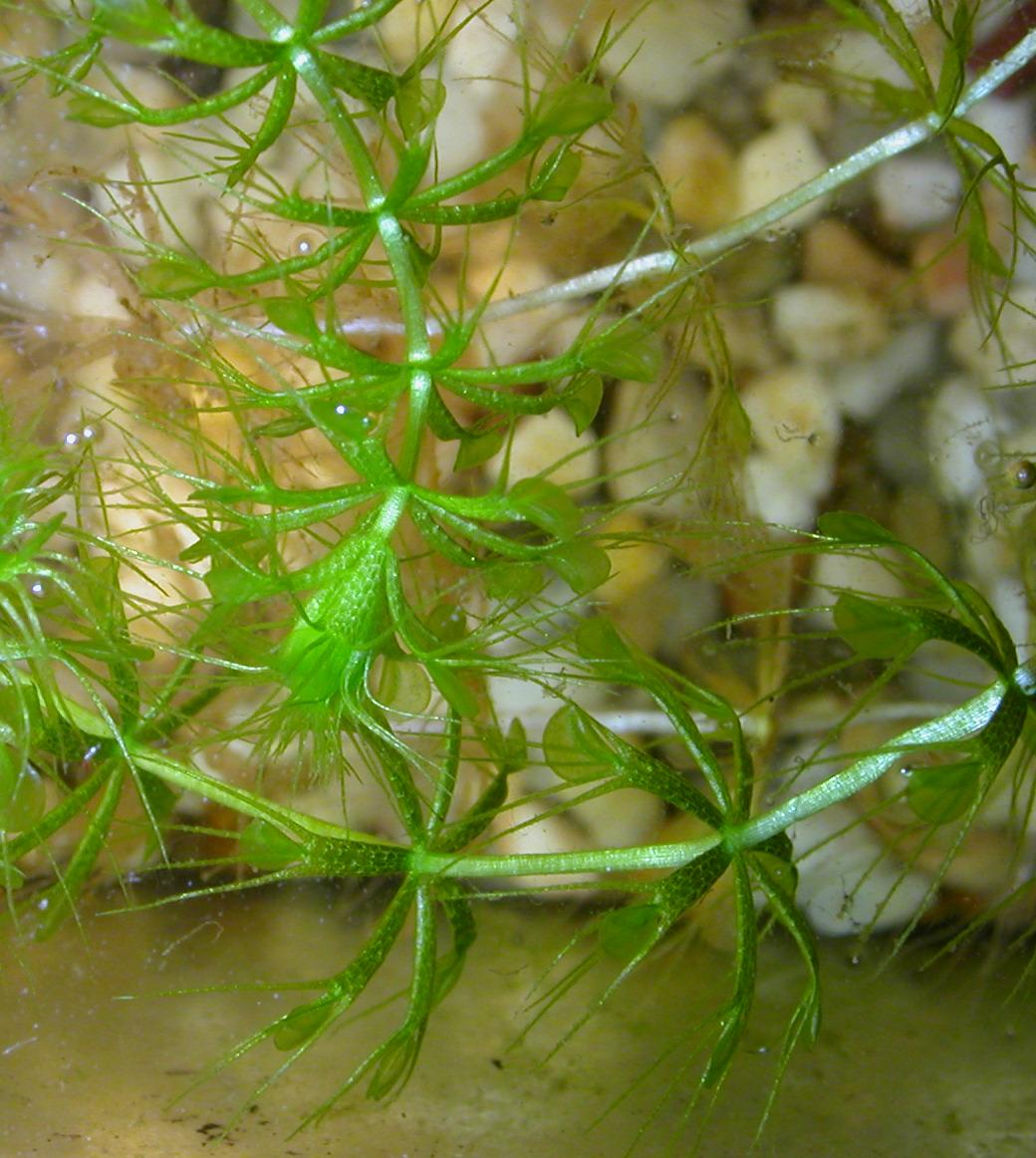
La pianta acquatica aldrovanda vesiculosa.

### Riserva naturale

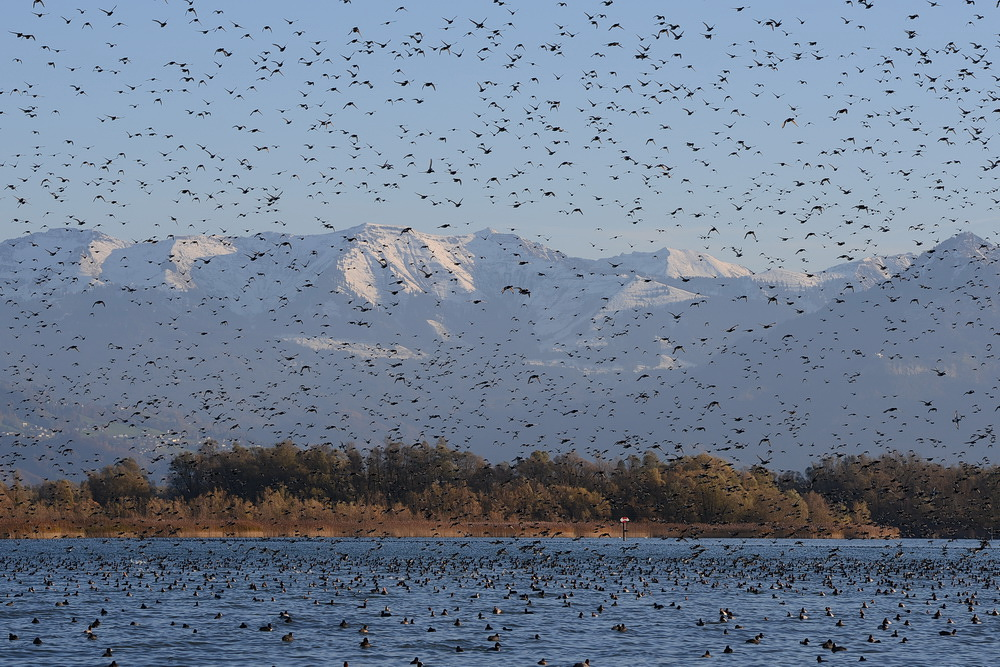
Stormi di uccelli nella baia di Fußach

Il delta del Reno è la più grande area protetta delle zone umide sul Lago di Costanza. Circa 2000 ettari di zona epipelagica, canneti, prati umidi e foreste ripariali sono sotto protezione. È un'importante area di riproduzione e riposo per gli uccelli di tutta Europa. Fino ad oggi sono state osservate 330 specie di uccelli. Sia in Austria che in Svizzera gode dello status di riserva naturale e nel Vorarlberg fa parte della rete Natura 2000 (direttiva Habitat, direttiva Uccelli) ed è una zona protetta dalla Convenzione di Ramsar.

#### La riserva naturale del delta del Reno
Si estende dalla foce del Vecchio Reno al confine con la Svizzera fino alla foce dei fiumi Nuovo Reno e Dornbirner Ach a Hard (Austria). Si trova quindi nei territori comunali di Höchst, Fußach, Gaißau e Hard e ha una superficie di circa 2.013 ettari.

#### La riserva naturale di Altenrhein a San Gallo
Tra il villaggio di Altenrhein e la foce del Vecchio Reno si trova la piccola riserva naturale di Altenrhein (dal 1972), che si estende su una superficie di 28 ettari. È caratterizzata da paludi e aree di riproduzione degli anfibi.
L'area è accessibile tramite sentieri segnalati e un percorso circolare di 5 km che consente ai visitatori di percorrere l'intero perimetro.

#### Convenzioni internazionali
Dal 16 dicembre 1982, il delta del Reno è protetto dalla Convenzione di Ramsar per le zone umide (sito Ramsar delta del Reno n. 275, 2065 ettari).
Nel 2003, il delta del Reno è stato aggiunto all'elenco dei siti Natura 2000, in conformità con la Direttiva Uccelli e la Direttiva Habitat dell'UE, per la protezione delle specie e degli habitat più preziosi d'Europa e la conservazione della diversità biologica (biodiversità).

#### Altro
Il punto d’informazione della riserva naturale, Rheindeltahaus, fornisce indicazioni su escursioni guidate e materiale informativo.

### Flora

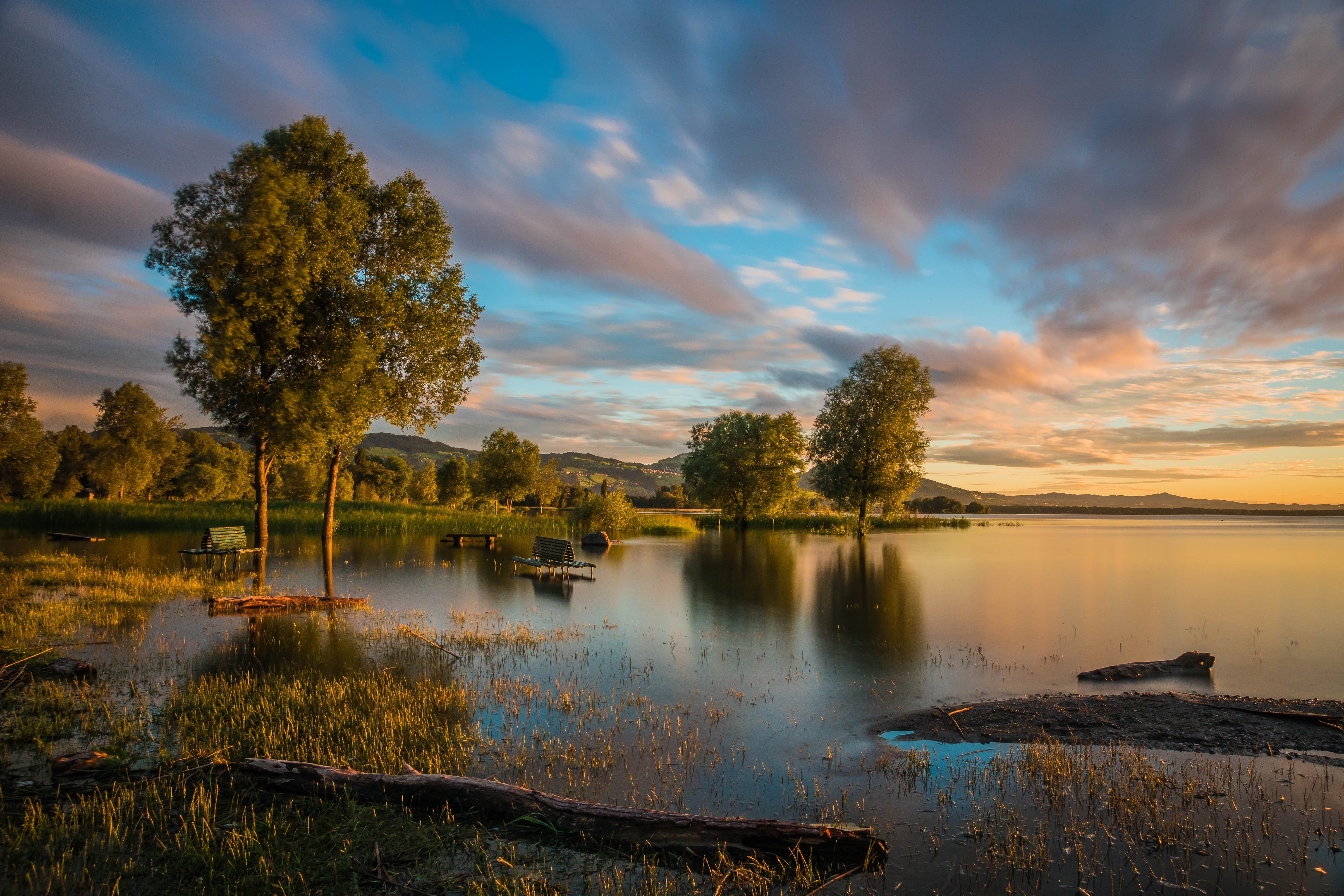
Una riva lacustre della penisola Rohrspitz (Vorarlberg).

Anche se l'area di terra copre solo un terzo della grande riserva naturale vasta più di 2000 ettari, il delta del Reno fornisce un habitat ideale per numerose specie di piante. Le foreste ripariali, le praterie naturali, le grandi aree di canneti e i prati costieri costituiscono degli habitat terrestri di considerevole valore ecologico. Grandi aree di acqua bassa e siti speciali come dighe e ambienti ruderali aumentano la diversità delle specie. Circa 600 tipi di fiori e felci sono stati identificati finora, alcuni dei quali minacciati in Austria e in Europa centrale. 33 sono considerati persi o estinti. Fra questi, per esempio, l'Aldrovanda vesiculosa, una pianta acquatica carnivora la cui rarità giunse persino alle orecchie del re Ferdinando di Bulgaria che decise di visitare il delta del Reno. Il declino della specie è dovuto principalmente al drenaggio, all'intensificazione dell'uso e alla costruzione di corsi d'acqua. D'altra parte, la flora del delta del Reno comprende anche diverse nuove specie provenienti soprattutto dall'America e dall'Asia, che colonizzano prevalentemente siti artificiali come le dighe del Reno.

### Avifauna
Per la sua grande importanza ecologica, la riserva naturale del delta del Reno è una zona umida di interesse internazionale (Convenzione di Ramsar) e un sito Natura 2000. Ad oggi sono state osservate oltre 300 specie di uccelli.

### Anfibi

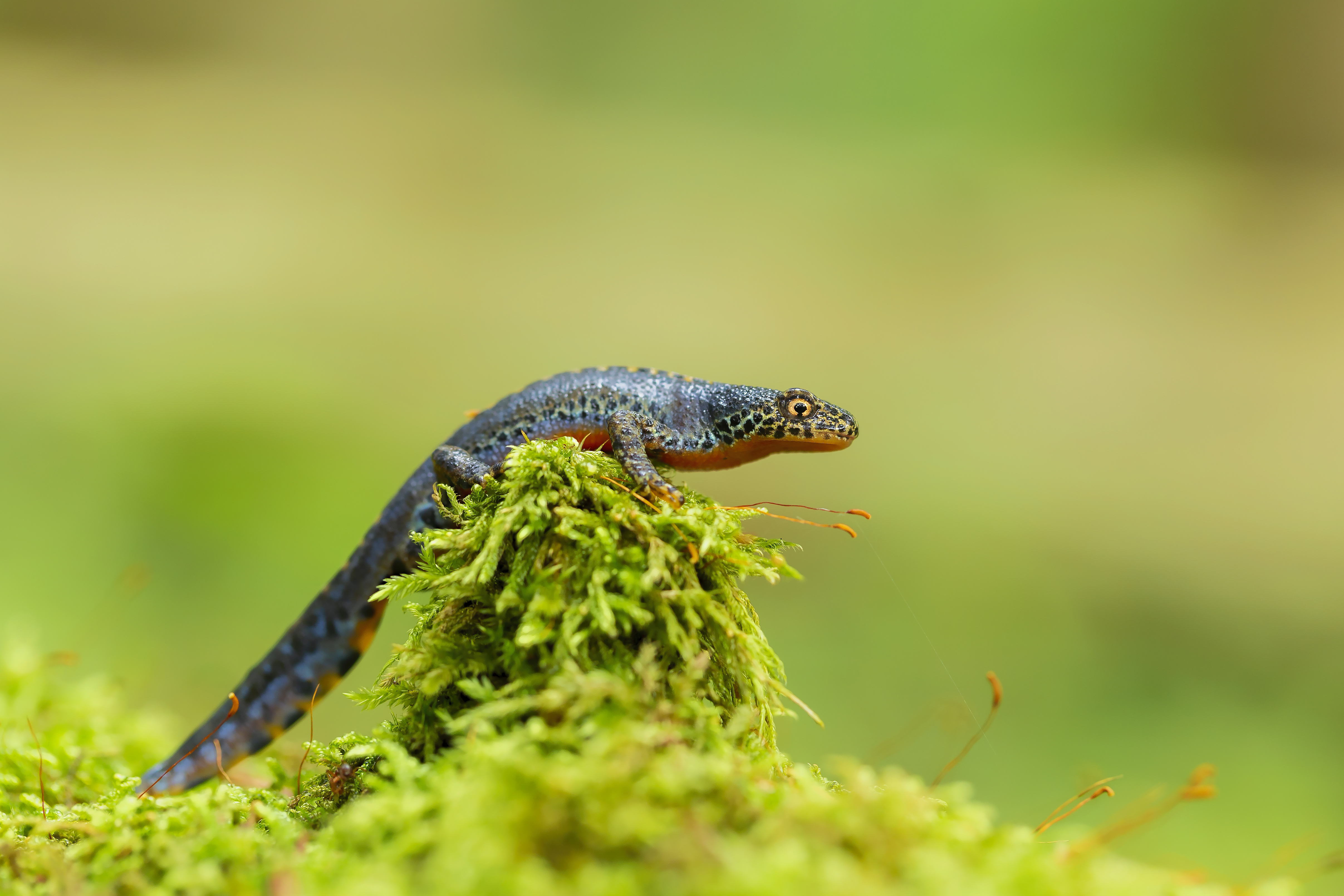
Tritone alpino (Ichthyosaura alpestris)

Le rive naturali, i prati allagati e le foreste ripariali sono habitat ideali per molti anfibi. Una specie di tritone (Triturus helveticus) è stato individuato nel delta del Reno nel maggio 2008 per la prima volta nel Vorarlberg e in Austria.
- rana alpina (Rana temporaria)
- rana di Lessona (Pelophylax lessonae)
- rana comune (Pelophylax esculentus)
- rana verde maggiore (Pelophylax ridibundus)
- raganella europea (Hyla arborea)
- rospo comune (Bufo bufo)
- ululone dal ventre giallo (Bombina variegata)
- tritone alpino (Ichthyosaura alpestris)
- tritone crestato (Triturus cristatus)
- tritone punteggiato (Lissotriton vulgaris)
- tritone palmato (Lissotriton helveticus)

### Rettili
Cinque specie di rettili autoctoni sono originarie della zona.
- orbettino (Anguis fragilis)
- lucertola degli arbusti (Lacerta agilis)
- lucertola vivipara (Zootoca vivipara)
- biscia dal collare barrata (Natrix helvetica)
- colubro liscio (Coronella austriaca)

Nel 2006, la lucertola muraiola (Podarcis muralis) è stata registrata per la prima volta nella foce del Reno. La lucertola muraiola è una specie di lucertola amante del calore con una distribuzione concentrata nella regione mediterranea.

### Mammiferi

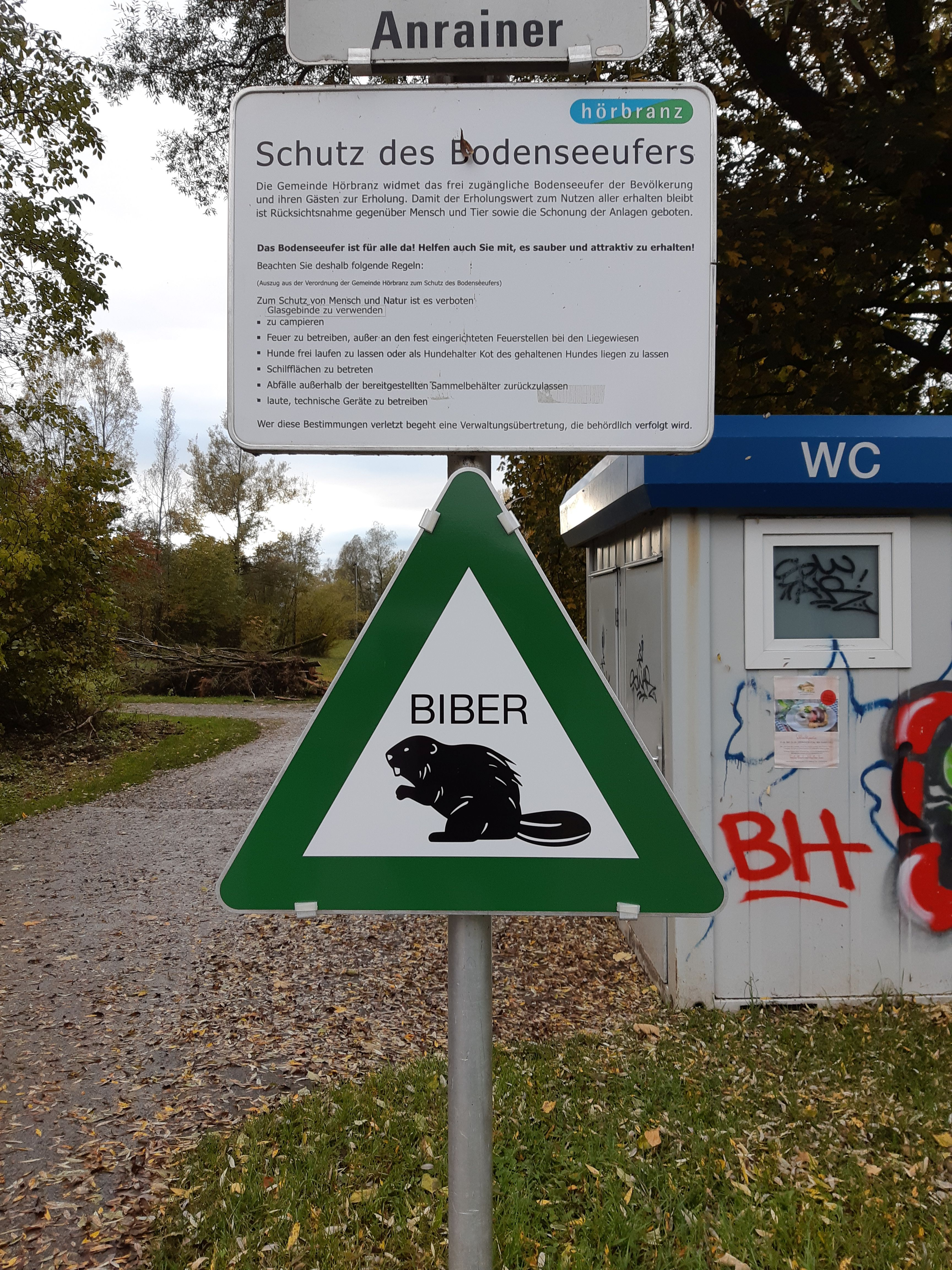
Cartello segnalatore per tutelare habitat del castoro a Hörbranz (Vorarlberg).

Sebbene sia noto soprattutto per la sua avifauna, il delta del Reno è anche un importante habitat per i mammiferi, soprattutto quelli di piccola taglia. Il topo muschiato è una specie alloctona, ovvero una specie non originaria della zona. Anche la nutria e il procione non sono specie autoctone. Il castoro, invece, non è una nuova specie, ma è ritornato. Cacciato per la sua pelliccia ma anche per la sua carne, sparì nel Vorarlberg già nel 1686. Nel 2006, per la prima volta dopo oltre 300 anni, sono state scoperte tracce di castori sul Vecchio Reno. Nel frattempo, il castoro si è diffuso ulteriormente e ha già colonizzato diversi corpi idrici nella valle del Reno.